# Jagdstaffel 57
A Jagdstaffel 57, conhecida também por Jasta 57, foi um esquadra de aeronaves da Luftstreitkräfte, o braço aéreo das forças armadas alemãs durante a Primeira Guerra Mundial. A esquadra abateu 32 aeronaves inimigas.